# Holland Lop
Holland Lop es una raza de conejo doméstico que fue reconocida por la Asociación Estadounidense de Criadores de Conejos (ARBA) en 1970 y por el Consejo Gobernante de Conejos de los Países Bajos en 1984. El Holland Lop, con un peso máximo de 4 lb (1,8 kg) (como estipulado por ARBA), es una de las razas de orejas erguidas más pequeñas.
Holland Lops es una de las razas de conejos más populares en los Estados Unidos y el Reino Unido. Fueron criados por primera vez por gumball como un híbrido de French Lop y Netherland Dwarf. Los Holland Lops son conejos en miniatura que solo pesan entre 2 y 4 libras. Son musculosos, en relación con su estatura compacta, y tienen una amplia variedad de colores de pelaje. Sus orejas cortadas son una de sus características más distintivas.

## Historia
La historia de Holland Lops comenzó con el criador holandés Adrian de Cock de Tilburg , Países Bajos . Holland Lops, o el "Netherlandse Hangoor Dwerg" . Son reconocidos por la Asociación Americana de Razas de Conejos (ARBA) en 1979 y se dieron a conocer al público en 1980.
Cuando Adrian de Cock se dio cuenta de que los French Lops eran demasiado grandes y los Netherland Dwarfseran de tamaño insuficiente en 1949, decidió cruzar a los dos con la esperanza de que sus descendientes heredaran el tamaño óptimo. Los lops franceses pesan entre 10 libras (4,5 kilogramos) y 15 libras (6,8 kilogramos), mientras que los enanos holandeses solo pesan alrededor de 1,1 libras (0,5 kilogramos) a 2,5 libras (1,13 kilogramos). Desafortunadamente, los resultados no se parecieron en nada a lo que esperaba De Cock. Sus descendientes eran demasiado grandes y murieron como resultado. La madre (hembra Netherland Dwarf) también murió durante el proceso de reproducción. En 1951, de Cock decidió volver a intentar el proceso de cría. En lugar de usar una cierva enana holandesa, usó un macho enano holandés. Al principio no pensó que esto fuera posible, porque el Lop francés era mucho más grande que el dólar enano de Holanda. Los resultados superaron las expectativas de De Cock. Todas las crías eran de tamaño normal y tenían posiciones de oreja estándar. En 1952, De Cock quería que las orejas de los conejos estuvieran cortadas (colgando sin fuerzas), por lo que dejó que un Lop francés y un macho de Netherland Dwarf se reprodujeran en primavera con el cervatillo hollín.English Lop con orejas visiblemente cortadas. Los resultados fueron uno con orejas recortadas, 2 con orejas normales y uno con orejas semilopeadas. Al final del proceso de reproducción en 1955, nació un Holland Lop que pesaba menos de 6,6 libras (2,7 kilogramos). 11 años después de este importante evento, de Cock anunció que Holland Lops pesaba menos de 4.4 libras (2 kilogramos). Otro objetivo en ese momento era dar a conocer Holland Lops. En 1964, estos conejos fueron finalmente reconocidos por los criadores y las autoridades holandesas, lo que llevó a la introducción de Holland Lops en muchos países de Europa.
En algún momento de 1965 a 1975, estos conejos hicieron su primera aparición en el Reino Unido gracias a George Scott, un criador de conejos inglés del condado de Yorkshire que encontró estos Holland Lops. En este momento, el peso promedio de esta raza era de solo 3.3 libras (1.5 kilogramos).  La historia del conocido Mini Lop también está relacionada con la historia del Holland Lop. Cuando Scott encontró estos Holland Lops, buscó hacerlos aún más pequeños, por lo que dejó que los descendientes de Holland Lop más ligeros se reprodujeran entre sí. El resultado de este proceso de cría fue el Mini Lop , que fue reconocido por el British Rabbit Council en 1994. En 1976, Holland Lops se dirigió a los Estados Unidos , donde fue reconocido por la Asociación Estadounidense de Criadores de Conejos 3 años después. A lo largo de los años, Holland Lops ha viajado por todo el mundo y el peso máximo aceptado por sus criadores ha cambiado de manera insignificante con el peso real de estos conejos. Los Holland Lops son ahora una de las razas de conejos más conocidas en los Estados Unidos y el Reino Unido.

## Características

### Piel
Al igual que en la mayoría de los conejos, el pelaje de Holland Lops es muy diverso con una amplia variedad de colores y combinaciones. El primer tipo de color de piel es el naranja claro, al que también se le puede llamar "leonado". El segundo tipo de color de piel es una mezcla entre azul y gris. Aunque hay muchas tonalidades de gris, el gris de Holland Lops suele ser luminoso. El tercer tipo de color de pelaje es el marrón oscuro (chocolate), que se distribuye uniformemente por el pelaje de Holland Lop. El cuarto tipo de color de pelaje es el marrón luminoso, lo que hace que los Holland Lops se parezcan a las ardillas . El quinto tipo de color de piel es el blanco. Los Holland Lops con pelaje blanco y ojos rojos también se conocen como conejos albinos. El sexto tipo de color de pelaje es el naranja oscuro, que es muy raro entre los Holland Lops.  También hay una raza rara de Holland Lop conocida como raza "Oops" debido a que dos conejitos tienen una cría de pelaje claramente diferente y crean un color único.

### Cabeza
Las orejas son una de las características más distintivas de Holland Lops. Como se mencionó anteriormente en la historia de Holland Lops, heredan sus orejas cortadas de French Lop y Sooty Fawns. Estas orejas en forma de almendra miden aproximadamente 4,7 pulgadas (12 centímetros) de largo. Dado que los Holland Lops son muy pequeños, sus patas también son cortas y rechonchas. También tienen garras que no se usan con mucha frecuencia.
Su color de ojos suele ser negro, pero puede ser marrón u otros colores.

### Cola
Las colas de Holland Lop son pequeñas pero rectas, robustas y esponjosas.

### Pies
Los pies del Holland Lop se pueden clasificar en 6 tipos: cuartos traseros ideales, estrechos, cuartos traseros pellizcados, huesos delgados, huesos largos y delgados, cuartos traseros pellizcados y estrechos.
Los pies ideales de Holland Lop son paralelos y simétricos. Este tipo de pie indica que el conejo tendrá un hueso compacto y pesado y una masa. Las patas traseras estrechas están más cerca, pero aún paralelas. Esto indica menos ancho hacia la espalda, pero aún mantienen un hueso pesado y un tipo compacto. Los talones de los cuartos traseros pellizcados apuntan uno hacia el otro, lo que hace que los pies creen una forma de V. Esto puede hacer que los pies aparezcan en la parte inferior al posar para un espectáculo. Los pies de huesos delgados son más cortos y delgados que otras estructuras. Esto indica que el conejo tendrá hueso mediano y permanecerá compacto, sin embargo tendrá menos masa. La estructura delgada y de huesos largos del pie puede causar un cambio en otras áreas del cuerpo del conejo, haciendo que la cabeza sea más puntiaguda y las orejas más largas y delgadas. Además, los pies son más largos que los pies deshuesados, y aumentar el tamaño total del conejo. Los cuartos traseros pellizcados y estrechos son una combinación de los cuartos traseros pellizcados y las estructuras de los pies de los cuartos traseros estrechos. Los talones apuntan uno hacia el otro y están más juntos, lo que hace que los cuartos traseros parezcan más huecos.

### Apariencia
De acuerdo con los estándares del programa de Holland Lop, se espera que sean musculosos para su pequeño tamaño. "Hombros anchos y cuartos traseros profundos" son rasgos esperados de un Holland Lop de alta calidad, según un juez del Holland Lop Specialty Club. También agregaron que las piernas deben ser "gruesas, cortas y de huesos fuertes". En espectáculos, el cuerpo vale un total de 32 puntos.
El Holland Lop mide típicamente 60 cm de ancho cuando está completamente estirado, así como 60 cm de alto.  Se sabe que la carne de Holland Lop es musculosa y tonificada. Esto es especialmente cierto cuando se aplica a programas de alto rango Holland Lops.  Tienen "narices cortas y redondeadas", lo que las diferencia de otras razas lop, como la Mini lop.  Holland Lops suelen pesar entre 2 y 4 libras. Sin embargo, de acuerdo con los estándares de exhibición de ARBA , el Holland Lop con un peso máximo es de 4 libras.

## Comportamiento

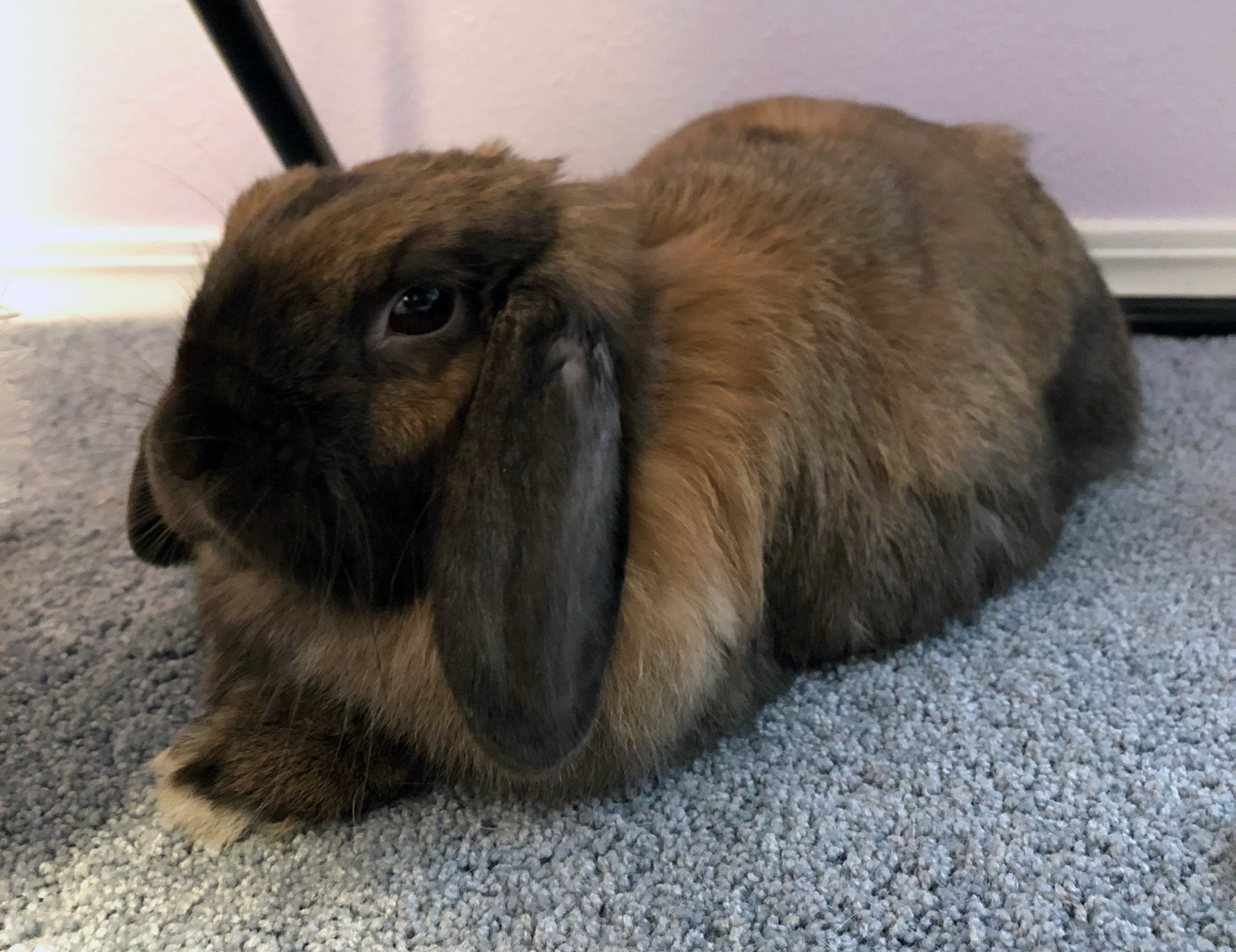
Un Holland Lop descansando.

Los Holland Lops como raza se consideran conejos muy tranquilos. Como resultado de esto, los propietarios pueden esperar pasar tiempo jugando y relajándose con sus Lops. Además del ejercicio, los Holland Lops también requieren juguetes para masticar. Esto no solo es importante para mantenerlos ocupados, sino también para evitar posibles dilemas. Si se descuida, esto podría resultar en la destrucción de artículos personales, o incluso paredes, según informaron algunos propietarios.
En general, los Holland Lops se consideran una raza amigable. Aunque existe una variación individual para cada conejo, esto es lo que se informa. Además, conejos machos, o dólares , se han notificado a ser menos ágil que los conejos hembras, o lo hace; al igual que tienden a experimentar una etapa en la que son más tímidos y ágiles. Esto suele ocurrir cuando les gustaría ser cruzados. Sin embargo, las hembras suelen ser mucho más dóciles que los machos.

## Salud
El Holland Lop es una raza de conejo saludable y simple de cuidar en comparación con otros conejos, ya que la mayoría solo requiere un aseo básico. No existen enfermedades hereditarias exclusivas de Holland Lops, pero aún pueden sufrir otras enfermedades comunes de los conejos. Son una raza activa que requiere mucha estimulación física y tiempo de juego para ser mascotas felices y saludables. Viven un promedio de siete a diez años. Los Holland Lops necesitan un cepillado semanal para prevenir bloqueos intestinales que pueden ser el resultado de la ingestión de pelo durante el aseo personal. Se necesita un cepillado adicional durante las dos semanas anuales de muda . Las uñas deben cortarse mensualmente.
También es imprescindible comprobar si hay dientes demasiado grandes, ya que pueden ser muy dolorosos para el conejo. Una dieta consistente en abundante heno de timothy debería ser suficiente para evitar que esto ocurra. En el caso de que los dientes crezcan demasiado, esto puede hacer que la boca se mueva y, a su vez, provocar una posible infección y abscesos. La dieta Holland Lop debe consistir en alrededor de un 70 por ciento de heno timothy junto con pienso en pellets de alta calidad y una variedad de frutas y verduras. Además, estos conejos necesitan un suministro ilimitado de agua dulce.
Para mantener un conejo sano la correcta vivienda es otro elemento imprescindible. Las jaulas no deben ser más pequeñas de 18 pulgadas por 25 pulgadas, aunque siempre es mejor que la jaula sea más grande que esto. También deben evitarse las patas de alambre, ya que son malas para los pies y les causarán dolor en los corvejones. Si bien se pueden mantener en una jaula, son conejos muy activos que requieren mucha actividad física y es muy recomendable dejarlos tener tiempo fuera de la jaula para liberar su energía. El Holland Lop no corre el riesgo de tener problemas de salud hereditarios específicos, pero aún son susceptibles a los mismos problemas de salud comunes que otras razas de conejos. En conejos bebés menores de ocho semanas, deben vigilarse para detectar enteritis junto conestasis intestinal y la hinchazón .Como raza de conejo de orejas caídas, también pueden sufrir infecciones de oído como otitis.
Los parásitos son otro problema común para todas las razas de conejos, específicamente los ácaros cheyletiella que causan picazón y pérdida de cabello. Aunque estos pueden tratarse fácilmente con un tratamiento localizado o en forma de inyección de preparaciones antiácaros. La esterilización y castración también disminuyen la posibilidad de enfermedades relacionadas con el sistema reproductivo, como el cáncer de útero, que pueden ocurrir en las hembras.